# Akaflieg Karlsruhe AK-8
Die Akaflieg Karlsruhe AK-8 ist ein Segelflugzeug der FAI-Standardklasse, das sich durch seine elliptische Vorderkante der Tragfläche auszeichnet.

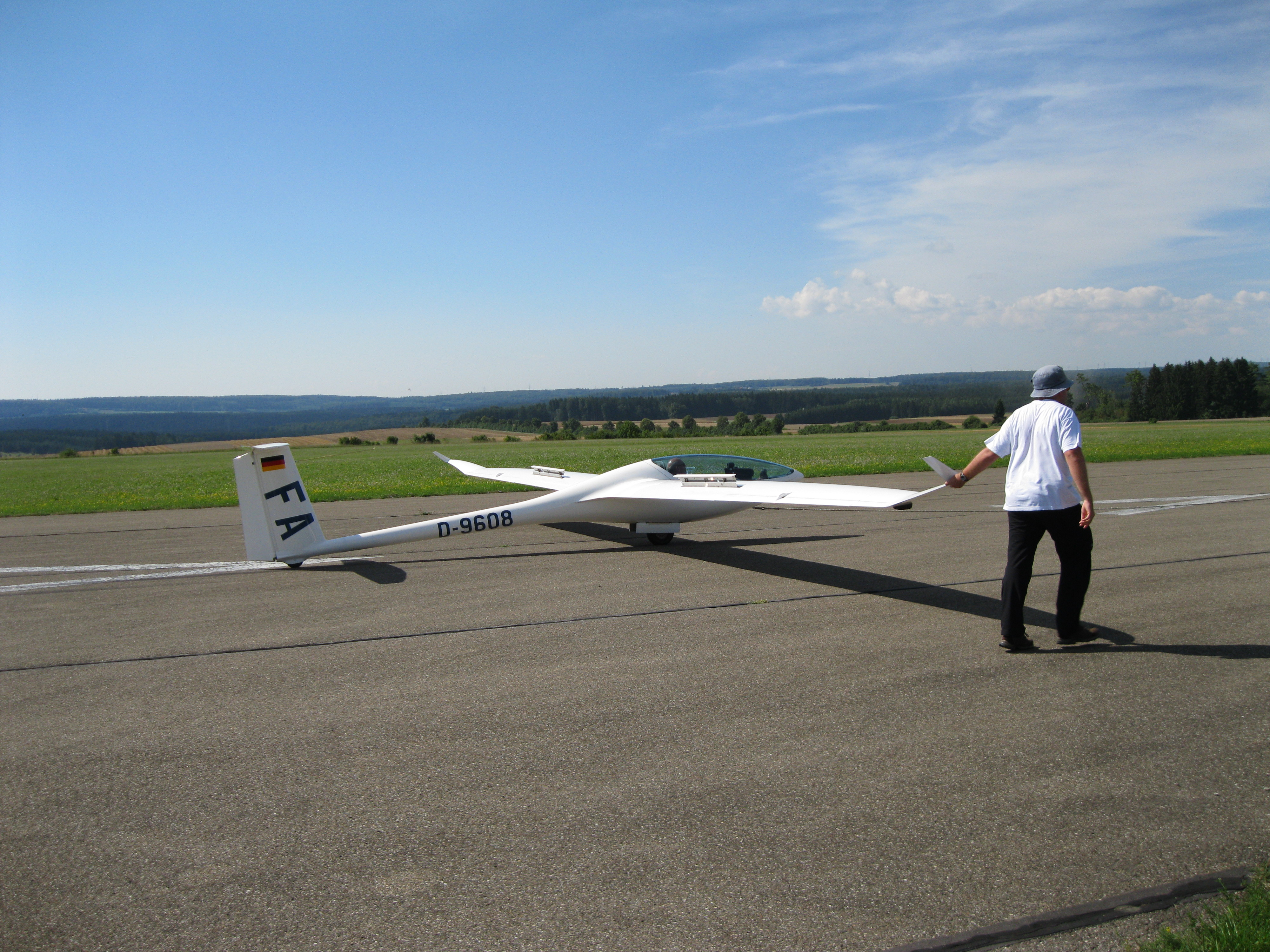
Start in Aalen-Elchingen, 2012

## Geschichte
Die AK-8 ist ein einsitziges Segelflugzeug der FAI-Standardklasse in Kunststoffbauweise. Das Besondere an der AK-8 ist die elliptische Vorderkante der Tragfläche und das Fertigungsverfahren. Die Formen der AK-8 wurden segmentweise aus Aluminiumguss gefertigt. Deshalb war es nicht nötig, ein Urpositiv anzufertigen. Der Rumpf ist ein modifizierter Rumpf der Glaser-Dirks DG-600M der DG Flugzeugbau GmbH. Der Erstflug der AK-8 fand 2003 statt. Der zweite Erstflug nach einem Außenlandeunfall und Neubau der linken Tragfläche fand 2009 statt. 2014 wurden neue Außenflügel und Winglets gebaut, um die Flugeigenschaften weiter zu verbessern.

## Technische Daten
| Kenngröße             | AK-8     | AK-8b    |
| --------------------- | -------- | -------- |
| Besatzung             | 1        | 1        |
| Rumpflänge            | 6,82 m   | 6,82 m   |
| Spannweite            | 15 m     | 15 m     |
| Flügelfläche          | 9,75 m²  | 9,75 m²  |
| Flügelstreckung       | 23,1     | 23,1     |
| Rüstmasse             | 232,8 kg | 232,8 kg |
| max. Startmasse       | 450 kg   | 450 kg   |
| Höchstgeschwindigkeit | 270 km/h | 270 km/h |
| Bestes Gleiten        |          |          |